# Grande Prêmio dos Estados Unidos de 2007
Resumo do Grande Prêmio dos Estados Unidos de Fórmula 1 realizado em Indianápolis em 17 de junho de 2007. Sétima etapa temporada, foi vencido pelo britânico Lewis Hamilton, que subiu ao pódio junto a Fernando Alonso numa dobradinha da McLaren-Mercedes, com Felipe Massa em terceiro pela Ferrari.

## Resumo
- Lewis Hamilton chegou a sua segunda conquista na carreira e ao sétimo pódio consecutivo desde sua estreia na categoria.
- Primeira corrida de Sebastian Vettel na Fórmula 1. O alemão substituiu Robert Kubica, que se recuperava do acidente no Grande Prêmio do Canadá.[4]

## Classificação da prova

### Treinos classificatórios
| Pos.   | Nº | Piloto               | Equipe             | Q1       | Q2       | Q3       | Grid |
| ------ | -- | -------------------- | ------------------ | -------- | -------- | -------- | ---- |
| 1      | 2  | Lewis Hamilton       | McLaren-Mercedes   | 1:12.563 | 1:12.065 | 1:12.331 | 1    |
| 2      | 1  | Fernando Alonso      | McLaren-Mercedes   | 1:12.416 | 1:11.926 | 1:12.500 | 2    |
| 3      | 5  | Felipe Massa         | Ferrari            | 1:12.731 | 1:12.180 | 1:12.703 | 3    |
| 4      | 6  | Kimi Räikkönen       | Ferrari            | 1:12.732 | 1:12.111 | 1:12.839 | 4    |
| 5      | 9  | Nick Heidfeld        | BMW Sauber         | 1:12.543 | 1:12.188 | 1:12.847 | 5    |
| 6      | 4  | Heikki Kovalainen    | Renault            | 1:12.998 | 1:12.599 | 1:13.308 | 6    |
| 7      | 10 | Sebastian Vettel     | BMW Sauber         | 1:12.711 | 1:12.644 | 1:13.513 | 7    |
| 8      | 12 | Jarno Trulli         | Toyota             | 1:13.186 | 1:12.828 | 1:13.789 | 8    |
| 9      | 15 | Mark Webber          | Red Bull-Renault   | 1:13.425 | 1:12.788 | 1:13.871 | 9    |
| 10     | 3  | Giancarlo Fisichella | Renault            | 1:13.168 | 1:12.603 | 1:13.953 | 10   |
| 11     | 14 | David Coulthard      | Red Bull-Renault   | 1:13.424 | 1:12.873 |          | 11   |
| 12     | 11 | Ralf Schumacher      | Toyota             | 1:12.851 | 1:12.920 |          | 12   |
| 13     | 7  | Jenson Button        | Honda              | 1:13.306 | 1:12.998 |          | 13   |
| 14     | 16 | Nico Rosberg         | Williams-Toyota    | 1:13.128 | 1:13.060 |          | 14   |
| 15     | 8  | Rubens Barrichello   | Honda              | 1:13.203 | 1:13.201 |          | 15   |
| 16     | 23 | Anthony Davidson     | Super Aguri-Honda  | 1:13.164 | 1:13.259 |          | 16   |
| 17     | 17 | Alexander Wurz       | Williams-Toyota    | 1:13.441 |          |          | 17   |
| 18     | 22 | Takuma Sato          | Super Aguri-Honda  | 1:13.477 |          |          | 18   |
| 19     | 18 | Vitantonio Liuzzi    | Toro Rosso-Ferrari | 1:13.484 |          |          | 19   |
| 20     | 19 | Scott Speed          | Toro Rosso-Ferrari | 1:13.712 |          |          | 20   |
| 21     | 20 | Adrian Sutil         | Spyker-Ferrari     | 1:14.122 |          |          | 21   |
| 22     | 21 | Christijan Albers    | Spyker-Ferrari     | 1:14.597 |          |          | 22   |
| Fonte: |    |                      |                    |          |          |          |      |

### Corrida
| Pos.   | Nº | Piloto               | Construtor         | Voltas | Tempo/Diferença  | Grid | Pontos |
| ------ | -- | -------------------- | ------------------ | ------ | ---------------- | ---- | ------ |
| 1      | 2  | Lewis Hamilton       | McLaren-Mercedes   | 73     | 1:31:09.965      | 1    | 10     |
| 2      | 1  | Fernando Alonso      | McLaren-Mercedes   | 73     | + 1.518          | 2    | 8      |
| 3      | 5  | Felipe Massa         | Ferrari            | 73     | + 12.836         | 3    | 6      |
| 4      | 6  | Kimi Räikkönen       | Ferrari            | 73     | + 15.422         | 4    | 5      |
| 5      | 4  | Heikki Kovalainen    | Renault            | 73     | + 41.402         | 6    | 4      |
| 6      | 12 | Jarno Trulli         | Toyota             | 73     | + 1:06.703       | 8    | 3      |
| 7      | 15 | Mark Webber          | Red Bull-Renault   | 73     | + 1:07.331       | 9    | 2      |
| 8      | 10 | Sebastian Vettel     | BMW Sauber         | 73     | + 1:07.783       | 7    | 1      |
| 9      | 3  | Giancarlo Fisichella | Renault            | 72     | + 1 volta        | 10   |        |
| 10     | 17 | Alexander Wurz       | Williams-Toyota    | 72     | + 1 volta        | 17   |        |
| 11     | 23 | Anthony Davidson     | Super Aguri-Honda  | 72     | + 1 volta        | 16   |        |
| 12     | 7  | Jenson Button        | Honda              | 72     | + 1 volta        | 13   |        |
| 13     | 19 | Scott Speed          | Toro Rosso-Ferrari | 71     | + 2 voltas       | 20   |        |
| 14     | 20 | Adrian Sutil         | Spyker-Ferrari     | 71     | +2 laps          | 21   |        |
| 15     | 21 | Christijan Albers    | Spyker-Ferrari     | 70     | + 3 voltas       | 22   |        |
| 16     | 16 | Nico Rosberg         | Williams-Toyota    | 68     | Motor            | 14   |        |
| 17     | 18 | Vitantonio Liuzzi    | Toro Rosso-Ferrari | 68     | Pressão d'água   | 19   |        |
| Ret    | 9  | Nick Heidfeld        | BMW Sauber         | 56     | Pane hidráulica  | 5    |        |
| Ret    | 22 | Takuma Sato          | Super Aguri-Honda  | 13     | Rodou            | 18   |        |
| Ret    | 14 | David Coulthard      | Red Bull-Renault   | 0      | Danos de colisão | 11   |        |
| Ret    | 8  | Rubens Barrichello   | Honda              | 0      | Danos de colisão | 15   |        |
| Ret    | 11 | Ralf Schumacher      | Toyota             | 0      | Colisão          | 12   |        |
| Fonte: |    |                      |                    |        |                  |      |        |

## Tabela do campeonato após a corrida
| Pos.   | Piloto          | Pontos |
| ------ | --------------- | ------ |
| 1      | Lewis Hamilton  | 58     |
| 2      | Fernando Alonso | 48     |
| 3      | Felipe Massa    | 39     |
| 4      | Kimi Räikkönen  | 32     |
| 5      | Nick Heidfeld   | 26     |
| Fonte: |                 |        |

| Pos.   | Construtor       | Pontos |
| ------ | ---------------- | ------ |
| 1      | McLaren–Mercedes | 106    |
| 2      | Ferrari          | 71     |
| 3      | BMW Sauber       | 39     |
| 4      | Renault          | 25     |
| 5      | Williams-Toyota  | 13     |
| Fonte: |                  |        |

- Nota: Somente as primeiras cinco posições estão listadas.